# Psylliodes luteola
Psylliodes luteola är en skalbaggsart som först beskrevs av Müller 1776.  Psylliodes luteola ingår i släktet Psylliodes, och familjen bladbaggar. Arten har ej påträffats i Sverige.